# Neriene clathrata
Neriene clathrata là một loài nhện trong họ Linyphiidae.
Loài này thuộc chi Neriene. De kruidhangmatspin được miêu tả năm 1830 bởi Sundevall.

## Hình ảnh

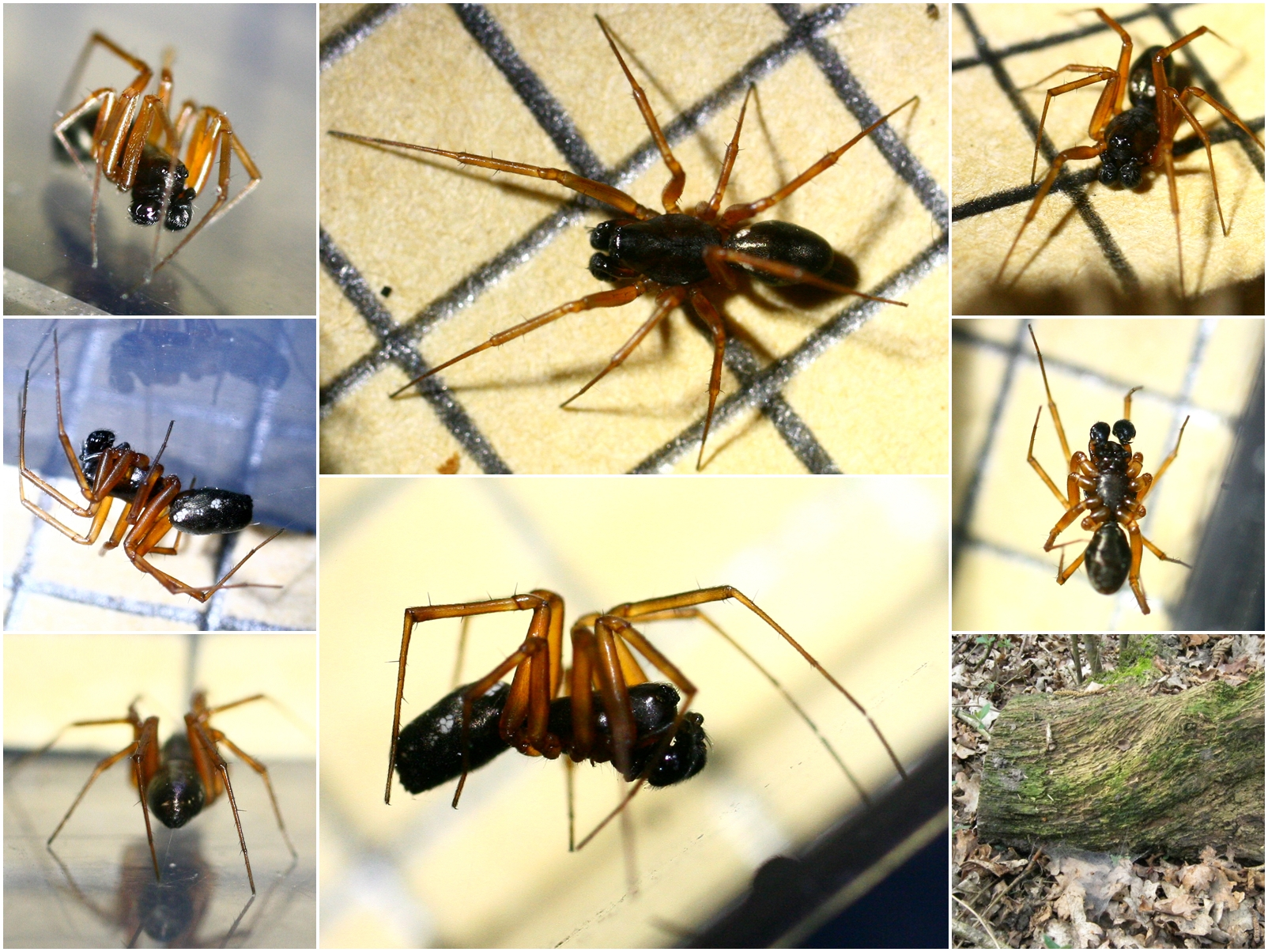